# Gloria!

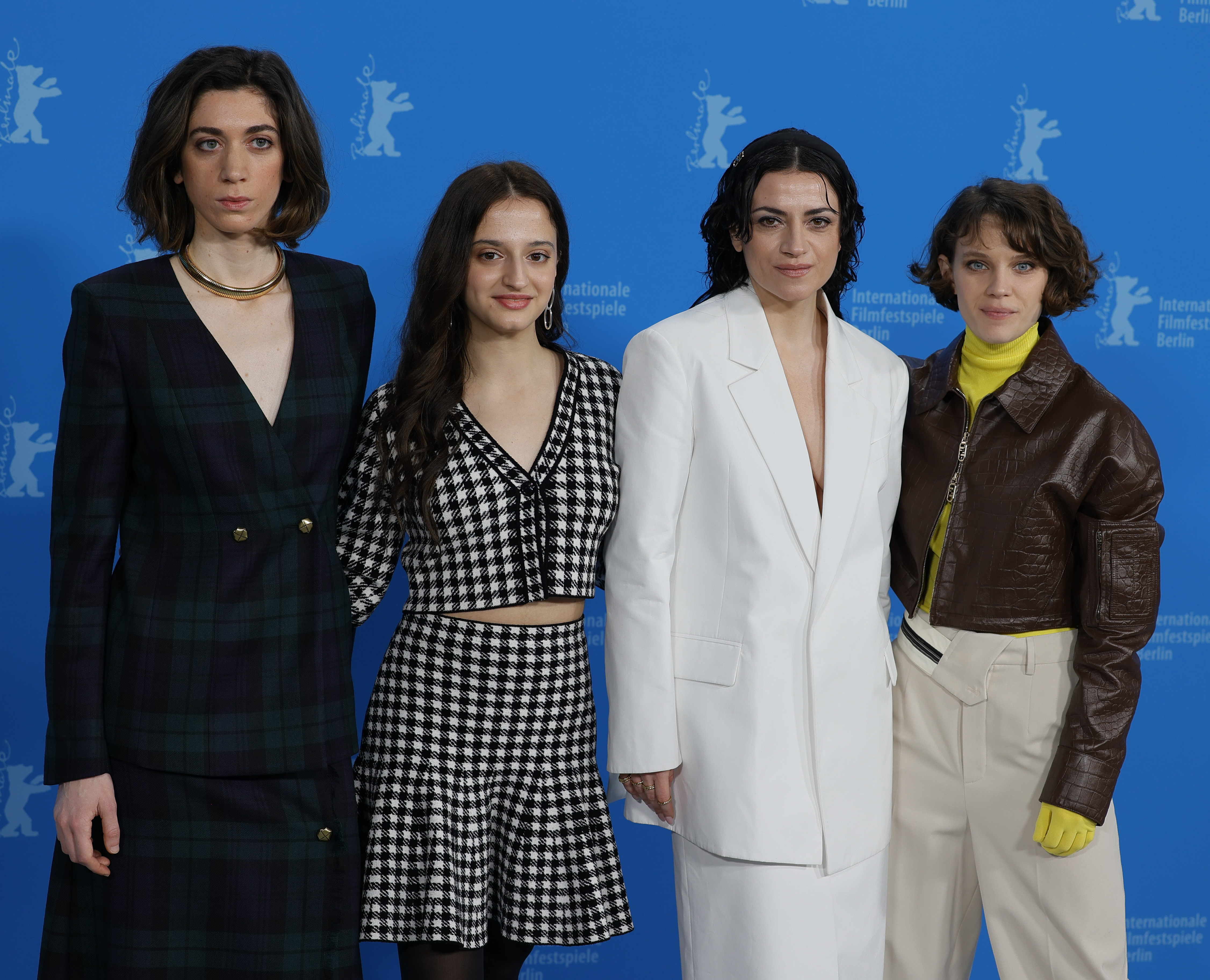
V. l. n. r.: Sara Mafodda, Maria Vittoria Dallasta, Veronica Lucchesi, Carlotta Gamba (Berlinale 2024)

Gloria! ist ein Spielfilm von Margherita Vicario aus dem Jahr 2024. Der Historienfilm erzählt von einer Gruppe junger Musikerinnen, die im Italien des 19. Jahrhunderts die Popmusik erfinden. Die Hauptrollen übernahmen Galatéa Bellugi, Carlotta Gamba, Veronica Lucchesi, Maria Vittoria Dallasta und Sara Mafodda. Die Koproduktion zwischen Italien und der Schweiz wurde im Februar 2024 im Rahmen der 74. Berlinale uraufgeführt.

## Handlung
Venedig im Jahr 1800: Die einsame Magd Teresa lebt im Kollegium Sant Ignazio, einer alten, heruntergekommenen Musikschule für Mädchen. Von ihrem Umfeld nur als „die Stumme“ tituliert, da keiner ihren Namen kennt, verrichtet sie die niedrigsten Arbeiten. Niemand ahnt etwas von ihrem außergewöhnlichen Talent, die Harmonie des Universums zu erspüren. Teresa hat die Gabe, die Wirklichkeit durch Musik neu zu gestalten. Als das Kollegium den Besuch des frisch inthronisierten Papstes erwartet, soll der alte Kapellmeister eine neue Komposition für dieses Ereignis ersinnen. Er müht sich mit dieser Aufgabe ab. Teresa entdeckt wiederum in der Abstellkammer ein neues Klavier. Das Musikinstrument empfindet sie als wunderschön. Gemeinsam mit einer kleinen Gruppe von außergewöhnlichen Musikerinnen verstößt sie gegen die Konventionen ihrer Zeit und erfindet eine rebellische, leichte und moderne Musik – die Geburtsstunde der Popmusik.

## Hintergrund
Gloria! ist das Spielfilmdebüt der italienischen Singer-Songwriterin und Schauspielerin Margherita Vicario.

## Veröffentlichung
Die Uraufführung von Gloria! fand am 21. Februar 2024 im Rahmen der Internationalen Filmfestspiele Berlin statt. Dort wurde der Beitrag in den Hauptwettbewerb aufgenommen.
Ein regulärer Kinostart erfolgte am 29. August 2024 im Verleih von Neue Visionen.

## Auszeichnungen
Gloria! erhielt eine Einladung in den Wettbewerb um den Goldenen Bären, den Hauptpreis der Berlinale. Außerdem wurde der Film auf diesem Filmfestival für den GWFF Preis Bester Erstlingsfilm nominiert.